# Râul Valea Pleșii, Bârsa
Râul Valea Pleșii este un afluent al râului Bârsa. 

## Hărți
- Harta județului Brașov
- Harta Munților Făgăraș  Arhivat în 8 septembrie 2013, la Wayback Machine.